# Marco Saviane
Marco Saviane (Genova, 26 gennaio 1890 – ...) è stato un calciatore italiano, di ruolo attaccante.

## Carriera
Visse la sua intera carriera calcistica tra le file del Genoa, giocandovi nel 1907.
Con il grifone disputò la sua unica gara in rossoblu il 13 gennaio 1907 contro l'Andrea Doria, incontro che terminò uno ad uno.
In quella stagione, per la prima volta nella sua storia il Genoa non riuscì a superare il girone eliminatorio.